# 울트라 레코드
울트라 레코드(영어: Ultra Records)는 미국의 음반사이다.